# Refuge du Viso
Das Refuge du Viso (italienisch Rifugio Viso) ist eine Schutzhütte der Sektion Briançon des Club Alpin Français im französischen Département Hautes-Alpes in der Region Provence-Alpes-Côte d’Azur mit einer Kapazität von 65 Plätzen. Es liegt im Hochtal des Guil auf dem Gemeindegebiet von Ristolas in den Cottischen Alpen auf einer Höhe von 2460 m. Die alpine Landschaft, welche sich unterhalb der Refuge entlang des Guil und oberhalb bis zur französisch-italienischen Staatsgrenze erstreckt, nennt sich Queyras.

## Geschichte
Bis vor wenigen Jahren wurde das Refuge du Viso als Refuge Ballif-Viso bezeichnet. Es wurde nach dem zur Zeit seiner Errichtung amtierenden Präsidenten des Touring-Club de France, Abel Ballif, benannt. Im Jahr 2002 erfolgte eine Renovierung des Gebäudes.

## Lage
Das Refuge du Viso liegt im oberen Guiltal, am Fuß der Westwand des Monte Viso (italienisch Monviso, französisch Mont Viso).
Bei der Mehrtageswanderung Giro di Viso, welche den Monte Viso vollständig umrundet, wird als eine von mehreren Unterkunftshütten das Refuge du Viso erreicht.

## Zugänge
Der übliche Zustieg erfolgt durch das obere Tal des Guil, ausgehend von der zuhinterst im Tal gelegenen Ortschaft Ristolas. Im Sommer kann die Straße bis zum Parkplatz bei La Roche Écroulée (1780 m) benutzt werden. Der anschließende Fußweg zum Refuge du Viso dauert etwa zweieinhalb Stunden. Im Winter ist die Straße ab Echalp (1700 m) geschlossen, wodurch sich der Hüttenweg auf dreieinhalb Stunden verlängert.

## Gipfelanstiege
- Punta Roma (3070 m)
- Punta Udine (3022 m)
- Punta Venezia (3095 m)
- Punta Gastaldi (3214 m)
- Monte Losetta (3054 m)
- Monte Granero (3170 m)
- Rocce Fourioun (3153 m)

## Übergänge
- zum Rifugio Quintino Sella (2640 m) im oberen Valle Po
- zum Rifugio Vitale Giacoletti (2741 m) im oberen Valle Po
- zum Rifugio Vallanta und Rifugio Gagliardone (2450 m) im oberen Valle Varaita
- zum Rifugio Granero (2377 m) im Val Pellice

Das Refuge du Viso liegt auf dem Mehrtages-Rundweg Giro di Viso und ist ebenfalls eine Station der Grande Traversata delle Alpi (GTA).